# Argamassa

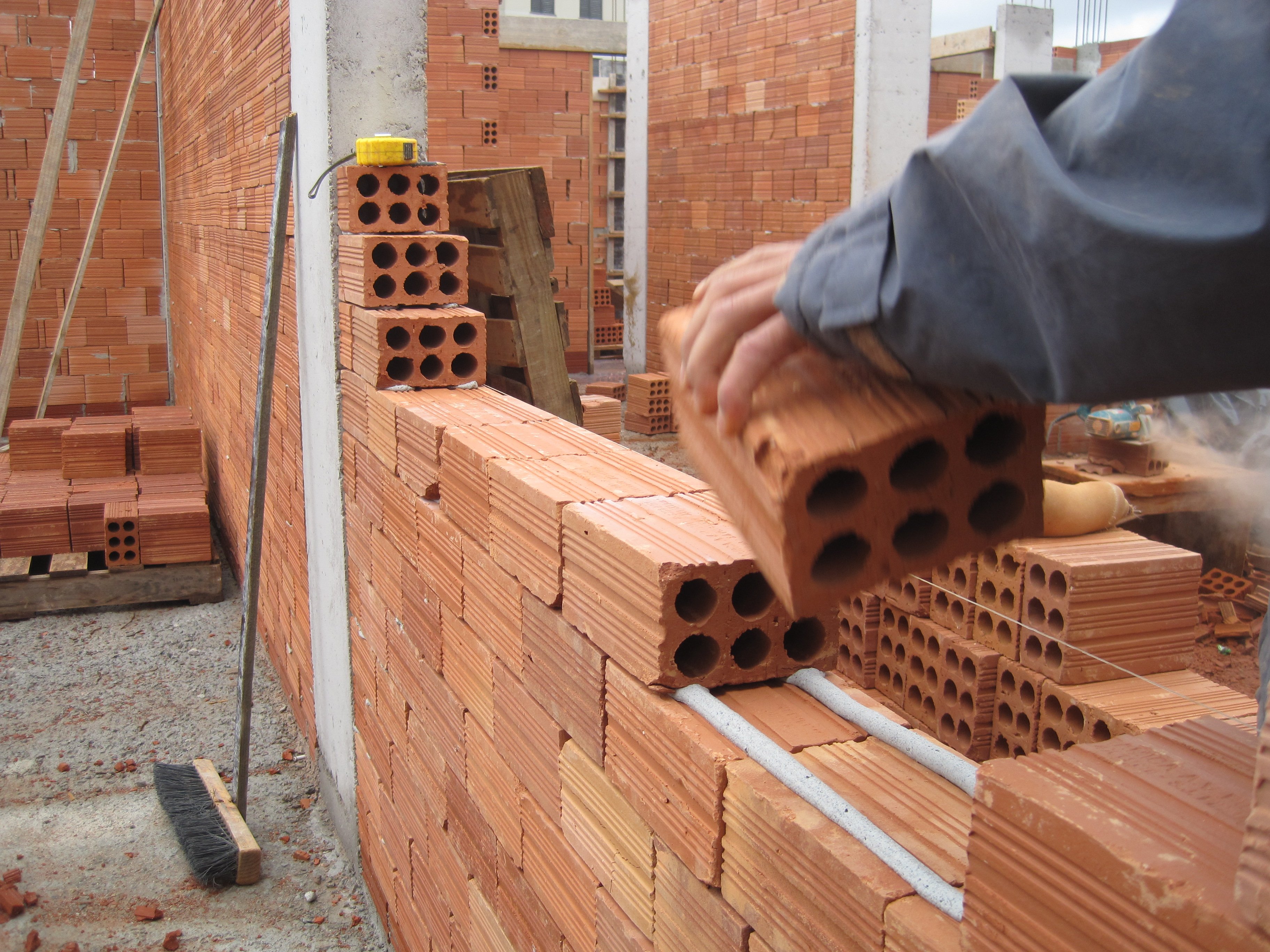
Col·locació de filades mitjançant argamassa polimèrica

L'argamassa o morter de calç és una mena de morter que es fa servir com a material de construcció, compost per una barreja de calç, sorra i aigua. També s'anomena argamassa a la barreja de calç i grava que s'empra per a la construcció de murs.
L'argamassa per a les obres hidràuliques és una barreja de sorra i macada de mar batuda amb ciment. L'argamassa d'argila és una barreja de cinc parts d'argila i una d'aigua (en pes) que s'utilitza com a revestiment en certes obres hidràuliques. L'element que actua com a conglomerant d'aquesta barreja és la calç, que en assecar-se pren i adquireix una constitució molt dura, però menys que la del formigó.
Antigament va ser molt emprada com a morter per unir les pedres o maons en la construcció de murs i cases. Ja es feia servir des del Neolític, per exemple a Çatal Höyük, a l'actual Turquia. La seva consistència és més elàstica que la dels morters de ciment, però és menys resistent, fet pel qual els antics romans progressivament varen substituir l'argamassa pel morter de ciment. Tot i això, per la seva elasticitat, l'argamassa té l'avantatge que es formen menys fàcilment esquerdes quan el terra o la paret es mou amb el pas del temps.

## Calç hidràulica
La calç hidràulica s'obté per la cocció de roca calcària amb una determinada porció d'argila. La calç hidràulica es va inventar a França el 1821 donat que en aquest país, i també a Bèlgica i Alemanya, les graveres de calç donaven una roca de mala qualitat amb molts silicats en comparació amb les graveres d'Espanya i Itàlia. Els francesos van aconseguir el seu ús massiu prohibint en les seves colònies, sobretot en les nord-africanes, l'ús de la calç aèria i obligant a usar la calç hidràulica.
Bàsicament la calç hidràulica es comporta en la construcció com un ciment portland blanc però amb pitjors resultats.
Dins les calçs hidràuliques hi ha les calçs hidràuliques naturals, que no tenen cap tipus d'additiu, com els ciments i tenen més resistència que una calç aèria les quals en la construcció han de portar additius putzolànics (ciment, escòria, etc.) per obtenir resistència. La resistència d'aquests tipus de calç la dona la combinació de sílici que es dona durant la cocció de la calç, mentre que en les calçs hidràuliques no naturals la resistència s'aconsegueix mitjançant l'addició d'elements putzolànics durant el procés per aconseguir que prengui.